# Czas zemsty (film 2003)
Czas zemsty (ang. Out for a Kill) – film sensacyjny z 2003 roku.

## Treść
Profesor archeologii, Robert Burns, prowadzi prace wykopaliskowe na granicy Chin i Kazachstanu. Przypadkowo odkrywa, że w odkrytych przez niego i wysyłanych do centrali znaleziskach mafia przemyca narkotyki. Wraz z chińską asystentką postanawia szybko uciekać z niebezpiecznego miejsca, jednak gangsterzy ruszają za nim w pościg. Podczas ucieczki dochodzi do strzelaniny, w której ginie asystentka Burnsa, a on sam zostaje ujęty przez chińską policję i pod zarzutem przemytu i zabójstwa zostaje osadzony w więzieniu. Tymczasem agenci amerykańskiej Agencji Do Zwalczania Narkotyków (DEA) postanawiają użyć profesora jako przynęty w rozgrywce przeciwko mafii. Dzięki ich działaniom Burns wychodzi na wolność. Dowiaduje się, że mafia wydała na niego wyrok śmierci. Wkrótce ginie jego żona Maya. Mężczyzna poprzysięga zemstę.

## Obsada
- Steven Seagal – profesor Robert Burns
- Corey Johnson – Ed Grey
- Michelle Goh – Tommie Ling
- Tom Wu – Li Bo
- Ozzie Yue – Fang Lee
- Bruce Wang – Tang Zhili
- Chike Chan – Chang
- Hon Ping Tang – Sai Lo
- Dave Wong – Yin Quinshi
- Chooi Kheng-Beh – Wong Dai
- Elaine Tan p Luo Yi
- Michael J. Reynolds – Dean
- Kata Dobó – Maya Burns
- Vincent Wong – Luo Dazhong
- Ray Charleson – Harry „Crash” Kupper
- Ganbaatar Tsevegjav – Tan